# Priwolnoje (rejon czerniachowski)
Priwolnoje (ros. Привольное) – osiedle w Rosji, w obwodzie królewieckim, w rejonie czerniachowskim. W 2010 liczyło 590 mieszkańców.

## Historia
Większość litewskich mieszkańców wsi zmarła w wyniku epidemii dżumy w 1709 roku. Od 1711 r. we wsi osiedlali się kalwińscy imigranci ze Szwajcarii, Nassau i Palatynatu. Nowa szkoła i kościół reformowany zostały zbudowane odpowiednio w 1748 i 1808. Likwidowana w 1843 roku polska parafia reformowana w Królewcu przekazała swe srebrne naczyna liturgiczne miejscowej parafii. W 1878 r. wieś liczyła 370 mieszkańców, kalwinistów z wyznania, zatrudnionych w rolnictwie oraz hodowli bydła i koni.